# Shag Crag
Shag Crag är en kulle i Antarktis. Den ligger i Västantarktis. Argentina, Chile och Storbritannien gör anspråk på området.
Terrängen runt Shag Crag är kuperad åt nordväst, men åt sydost är den bergig. Havet är nära Shag Crag åt nordväst. Trakten är glest befolkad. Närmaste befolkade plats är Gonzalez Videla Station, 8,6 kilometer norr om Shag Crag. 